# Biserica unitariană din Firtănuș

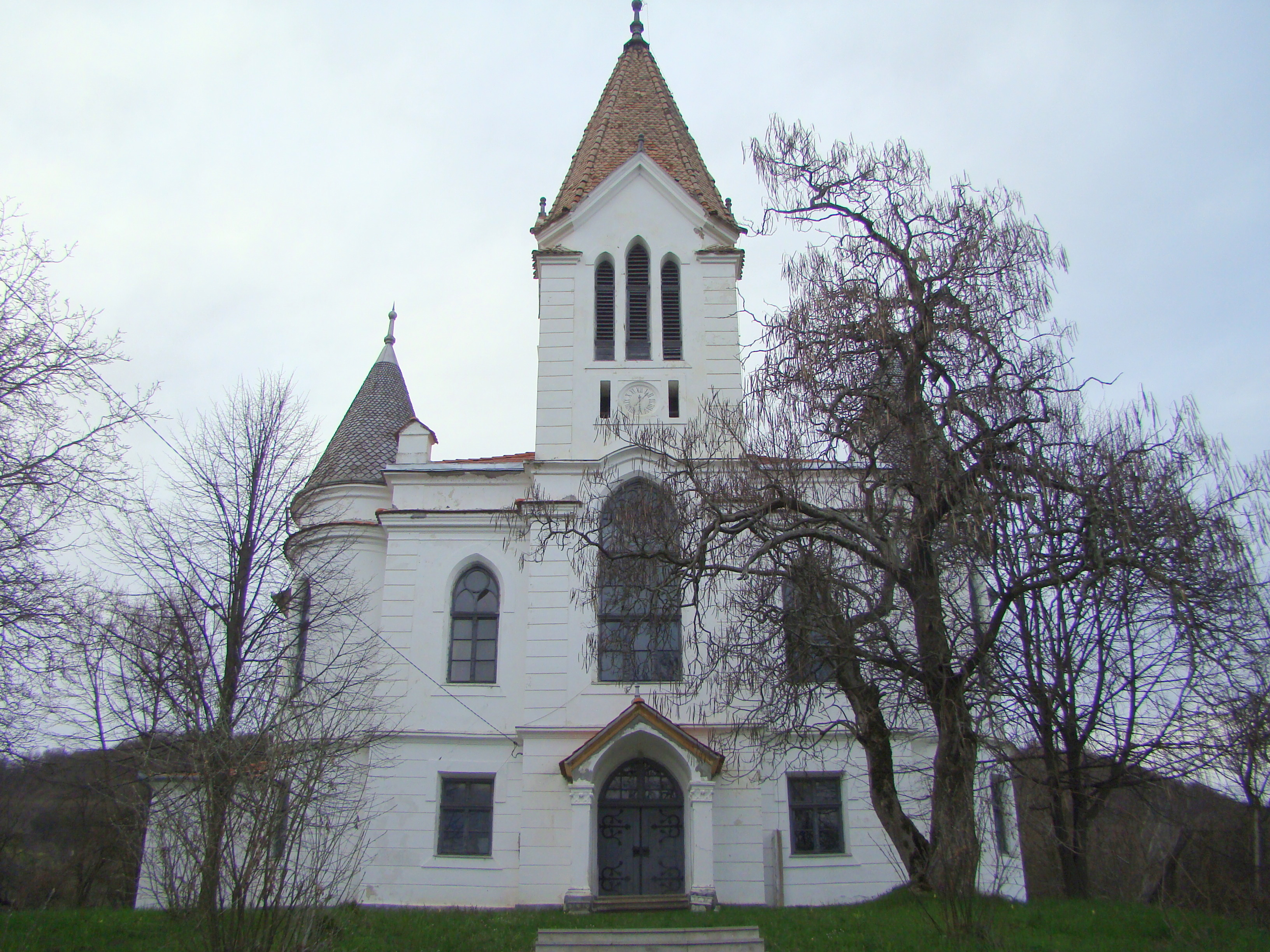
Biserica unitariană din Firtănuș (aprilie 2021)

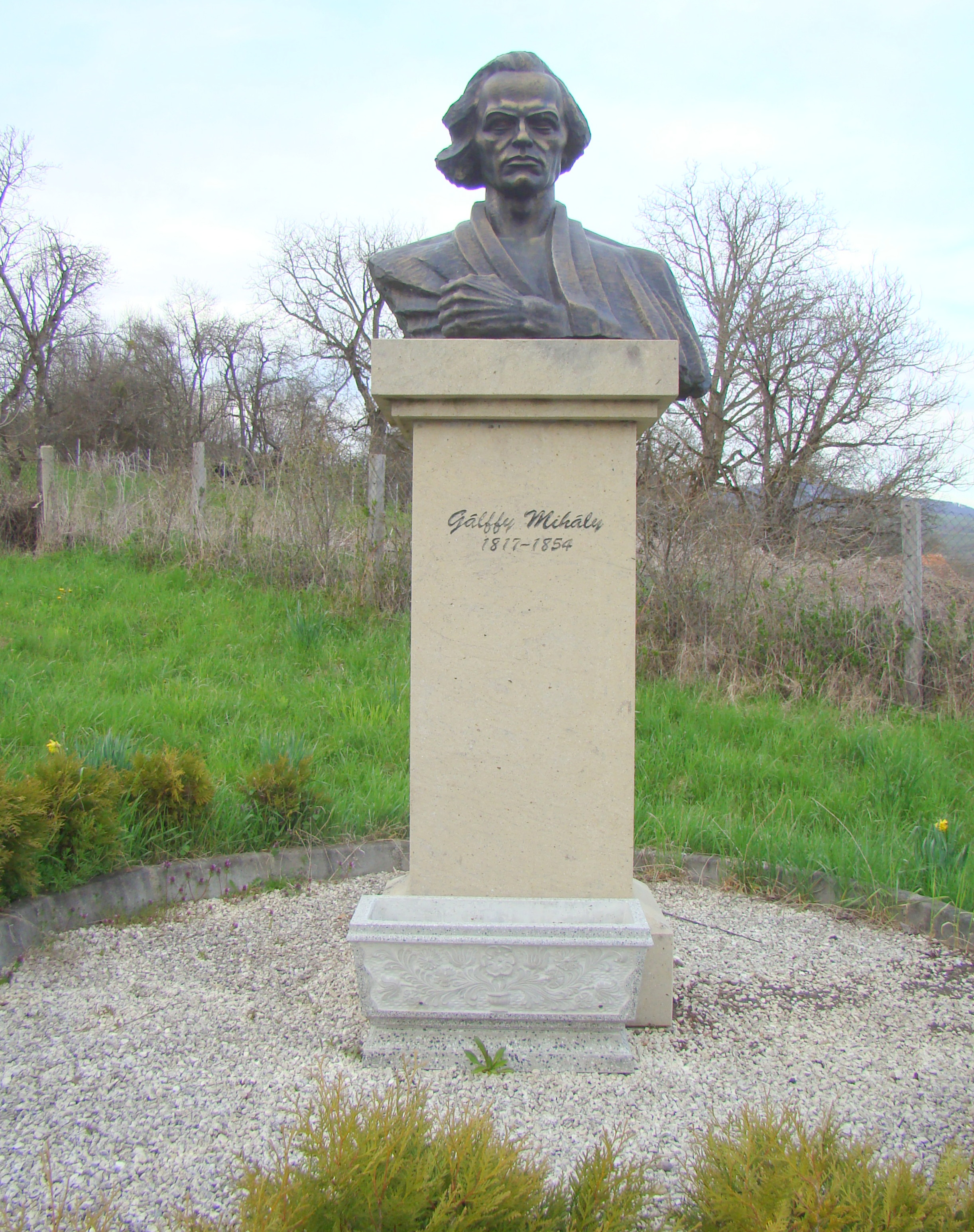
Bustul lui Mihály Gálffy (1817-1854)

Biserica unitariană din Firtănuș este un lăcaș de cult aflat pe teritoriul satului Firtănuș; comuna Avrămești, județul Harghita. Se remarcă prin stilul arhitectural secession, diferit de cel al bisericilor unitariene din regiune.

## Localitatea
Firtănuș (în maghiară Firtosmartonos) este un sat în comuna Avrămești din județul Harghita, Transilvania, România.  A fost menționat pentru prima oară în anul 1473, iar în 1497 apare cu denumirea Martonosfalva.

## Biserica
Credincioșii catolici din perioada medievală au devenit unitarieni în timpul Reformei.
Este a patra biserică a localității, prima fusese construită în anul 1751. Cea de a doua a fost construită în 1794, dar după numai trei decenii era deja ruinată. Construcția din piatră a celei de a treia biserici a început în anul 1826, însă datorită dificultăților finnciare a fost finalizată abia în 1834. Datorită alunecărilor de teren, biserica și turnurile sale nu au rezistat decât două decenii. În anul 1860 turnurile s-au dărâmat, între 1861 și 1893 s-au făcut reparații la turnuri de patru ori, iar în cele din urmă, în 1903 biserica a fost demolată. Orga bisericii, construită în 1865, a fost salvată și mutată în biserica actuală.
Ridicarea actualei biserici a fost terminată în anul 1906, proiectul fiind realizat de faimosul arhitect din Cluj Pákei Lajos. După modelul acestei biserici a fost construită și biserica unitariană din Odorheiu Secuiesc.
În fața bisericii se află bustul lui Gálffy Mihály (1817-1854), originar din Firtănuș, martir al secuilor, executat de austrieci pentru participarea la Complotul lui Makk.

## Imagini

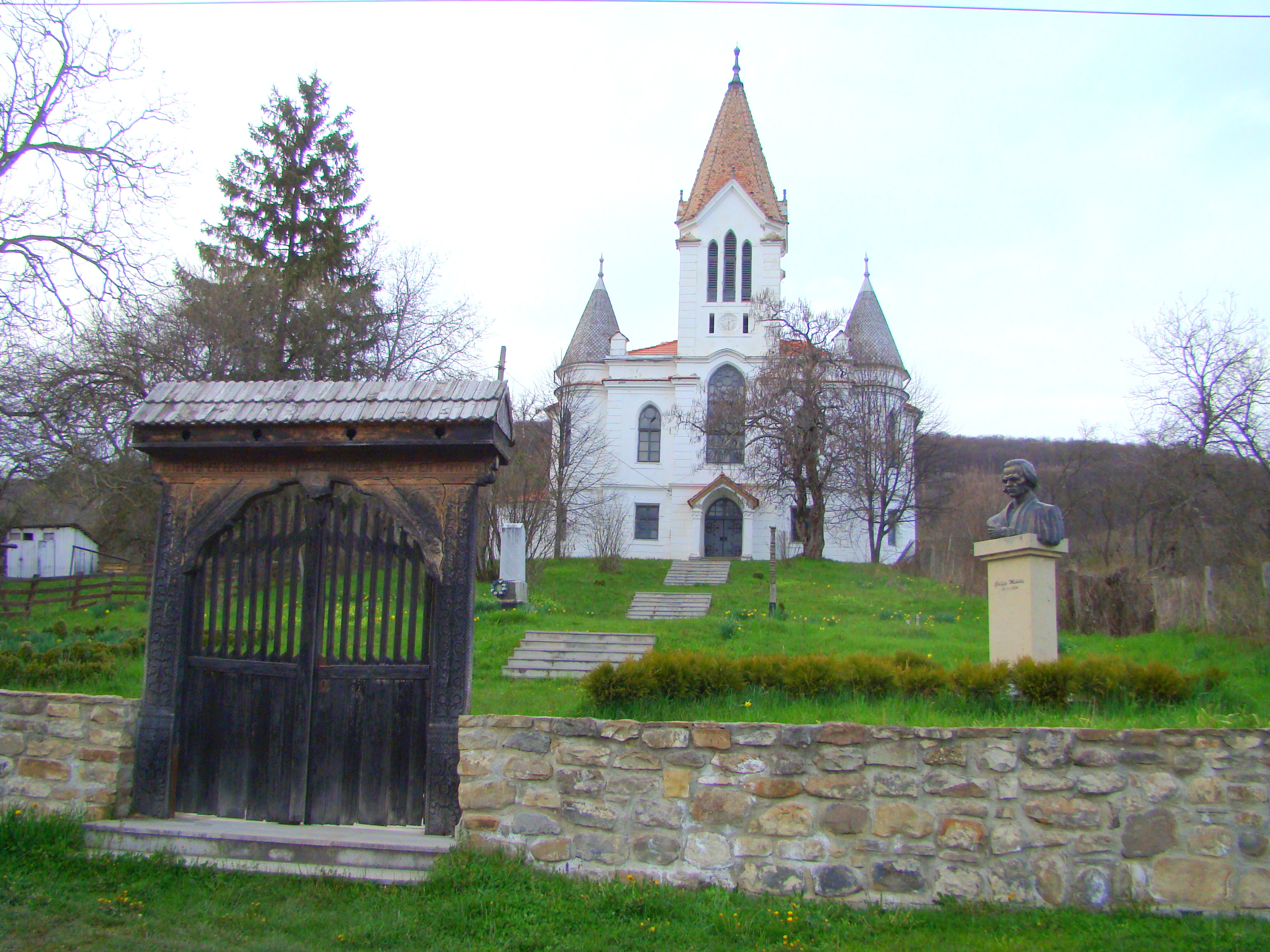
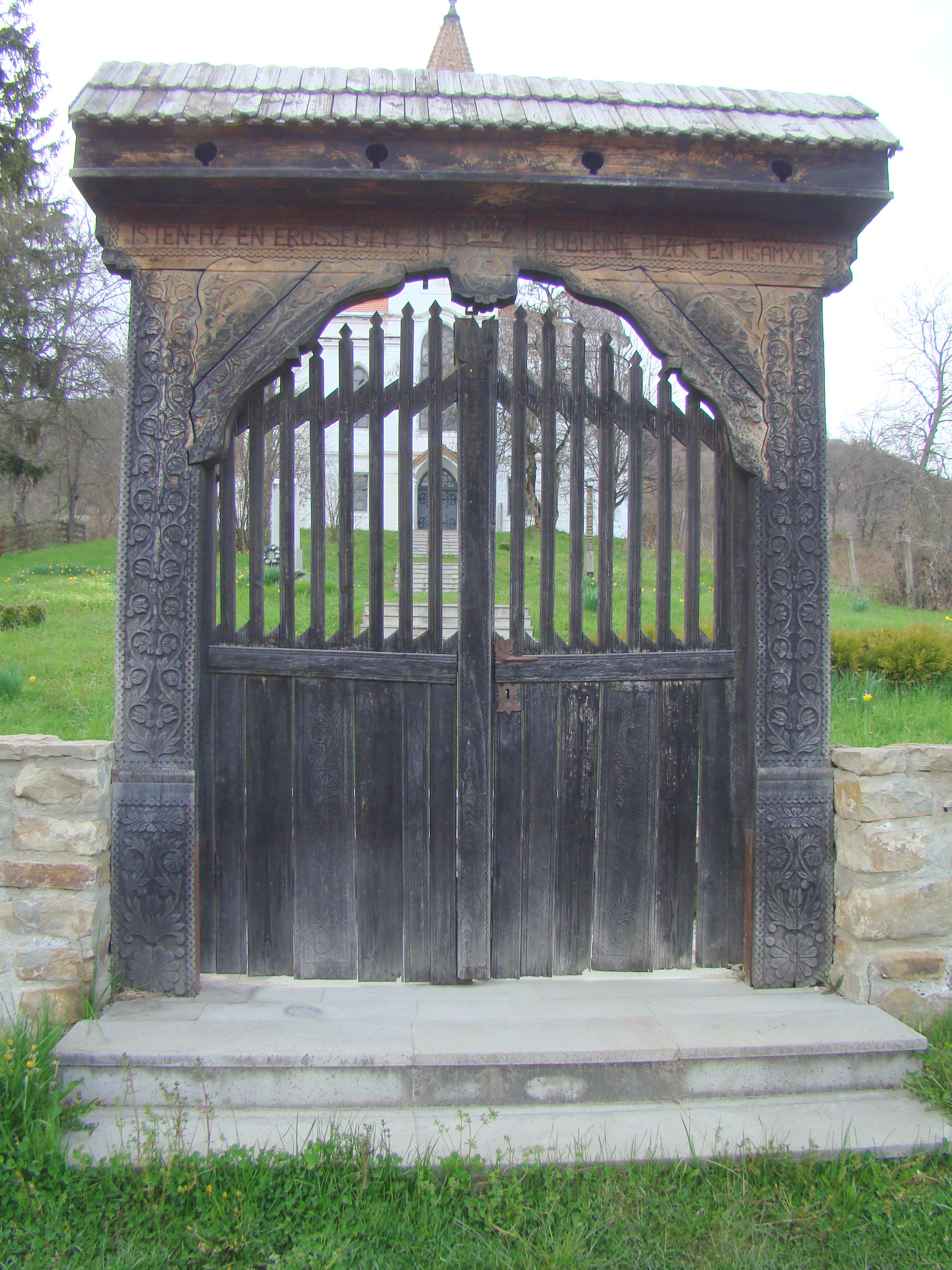
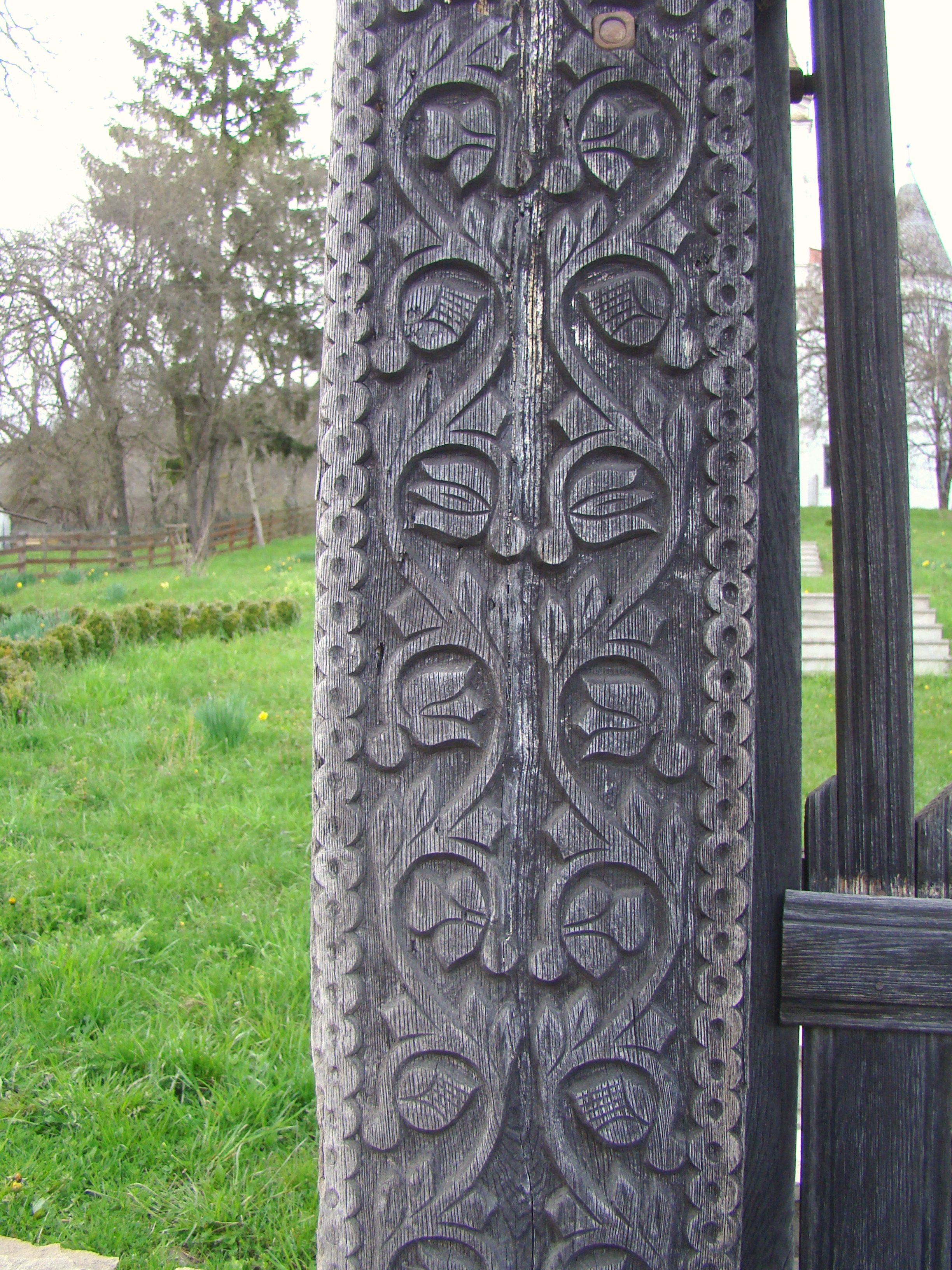
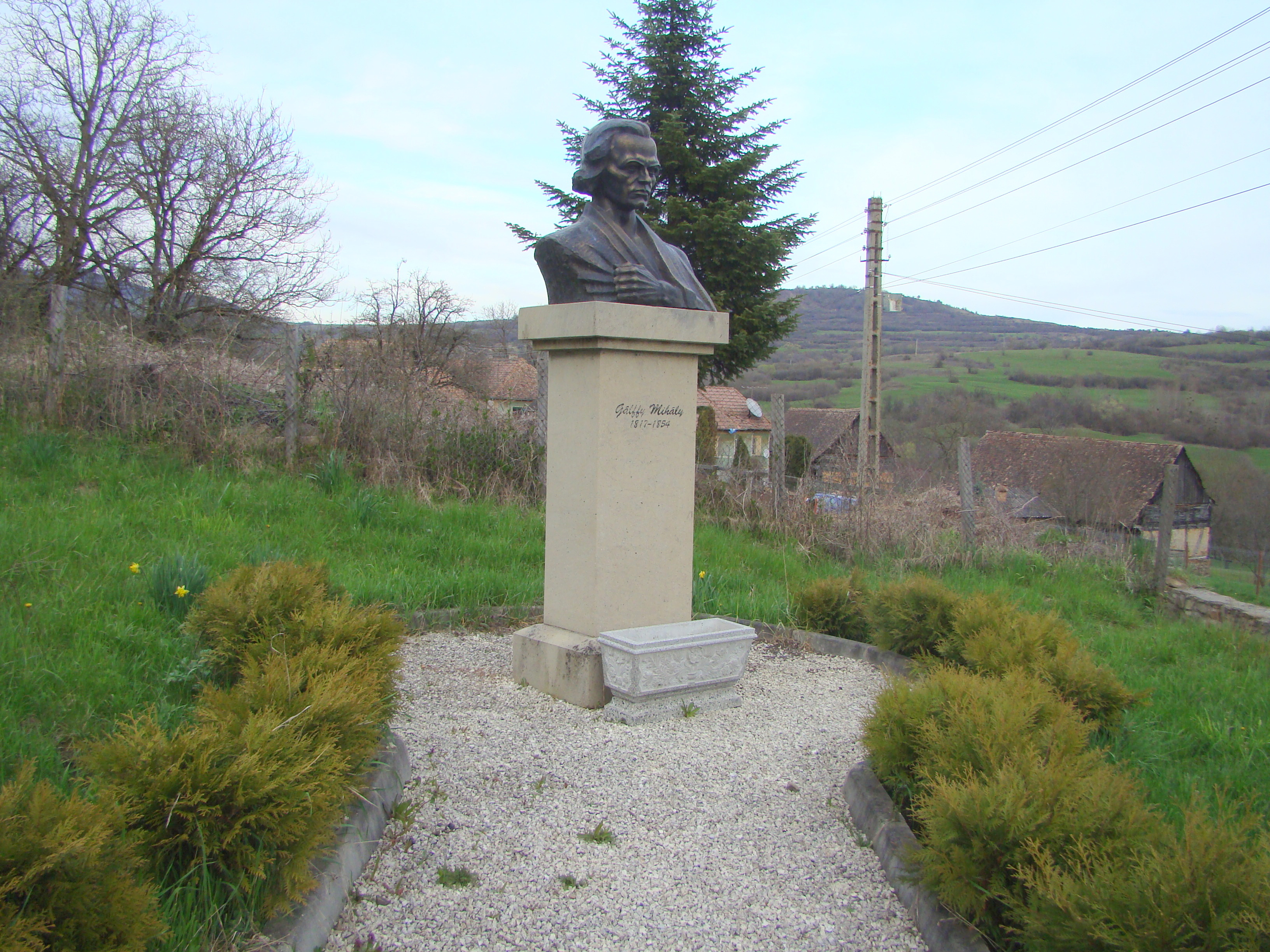
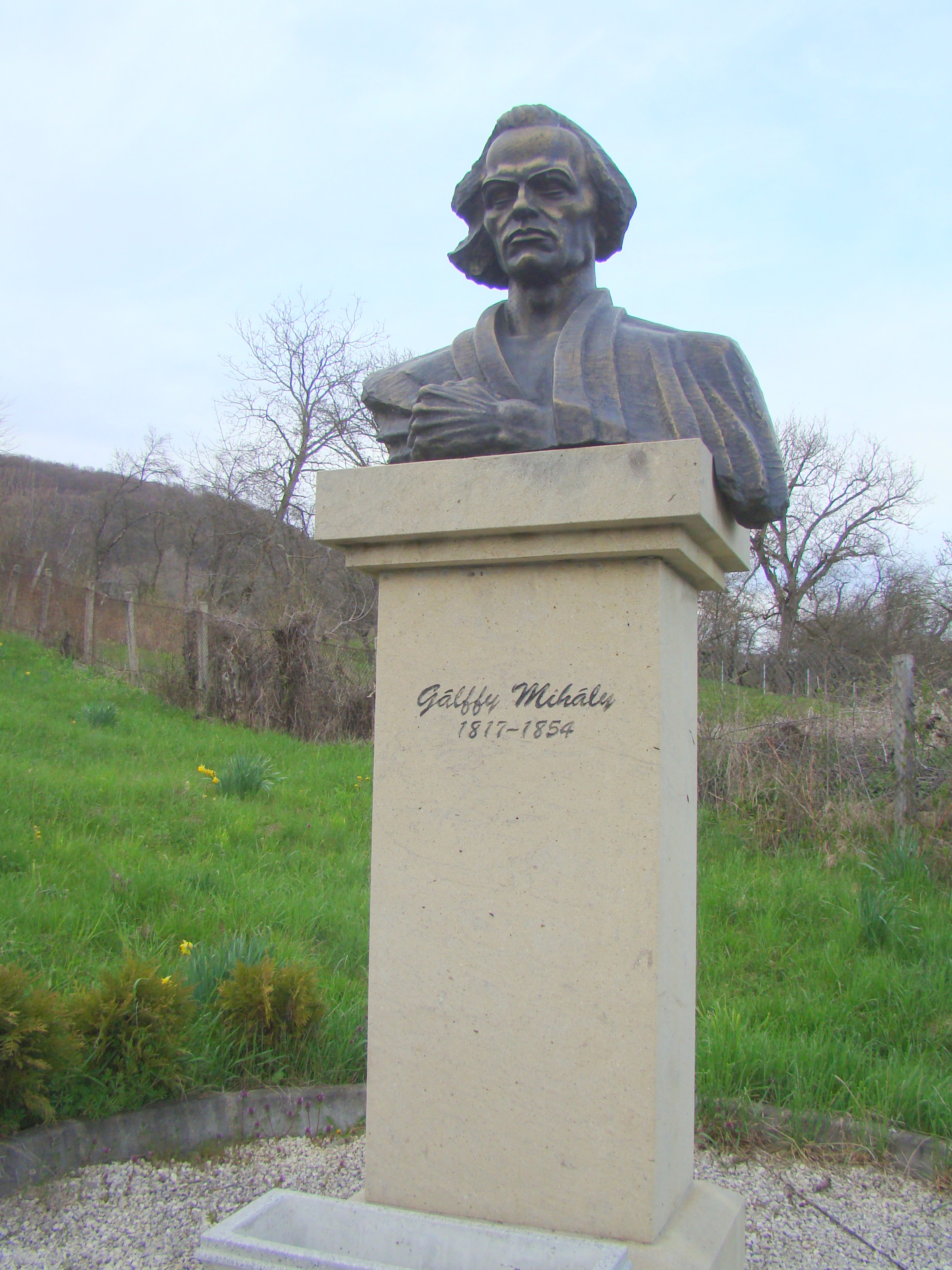
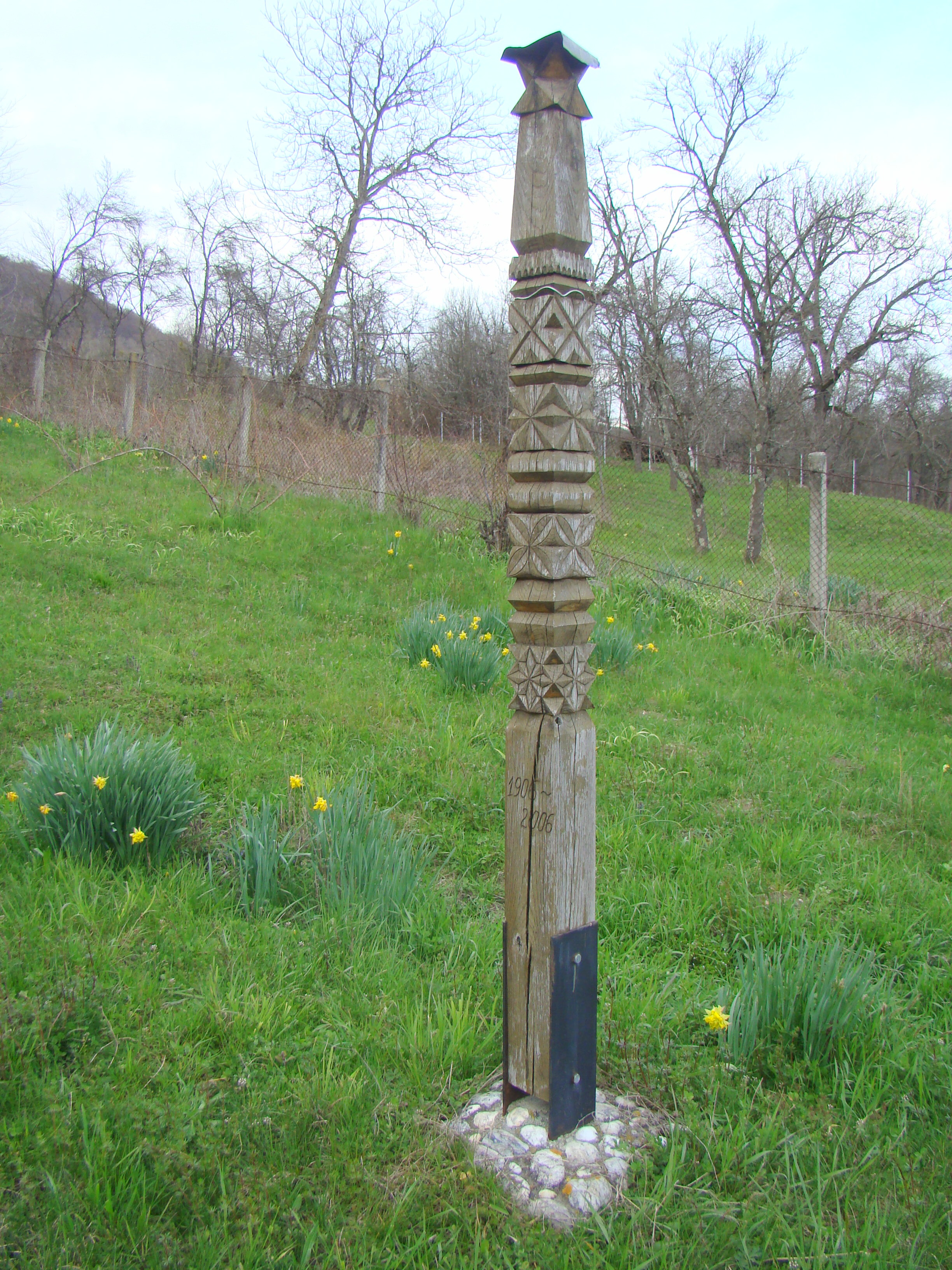
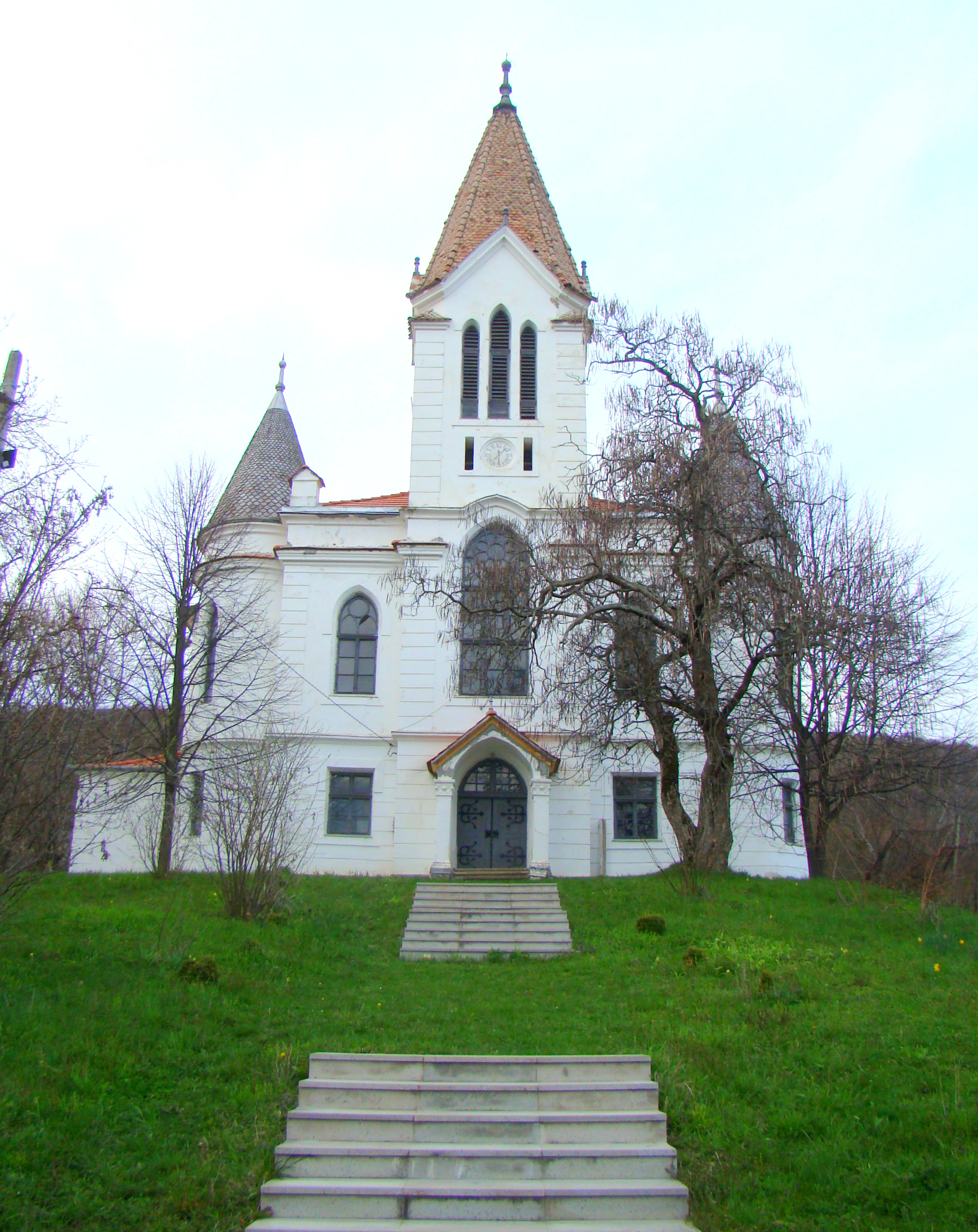
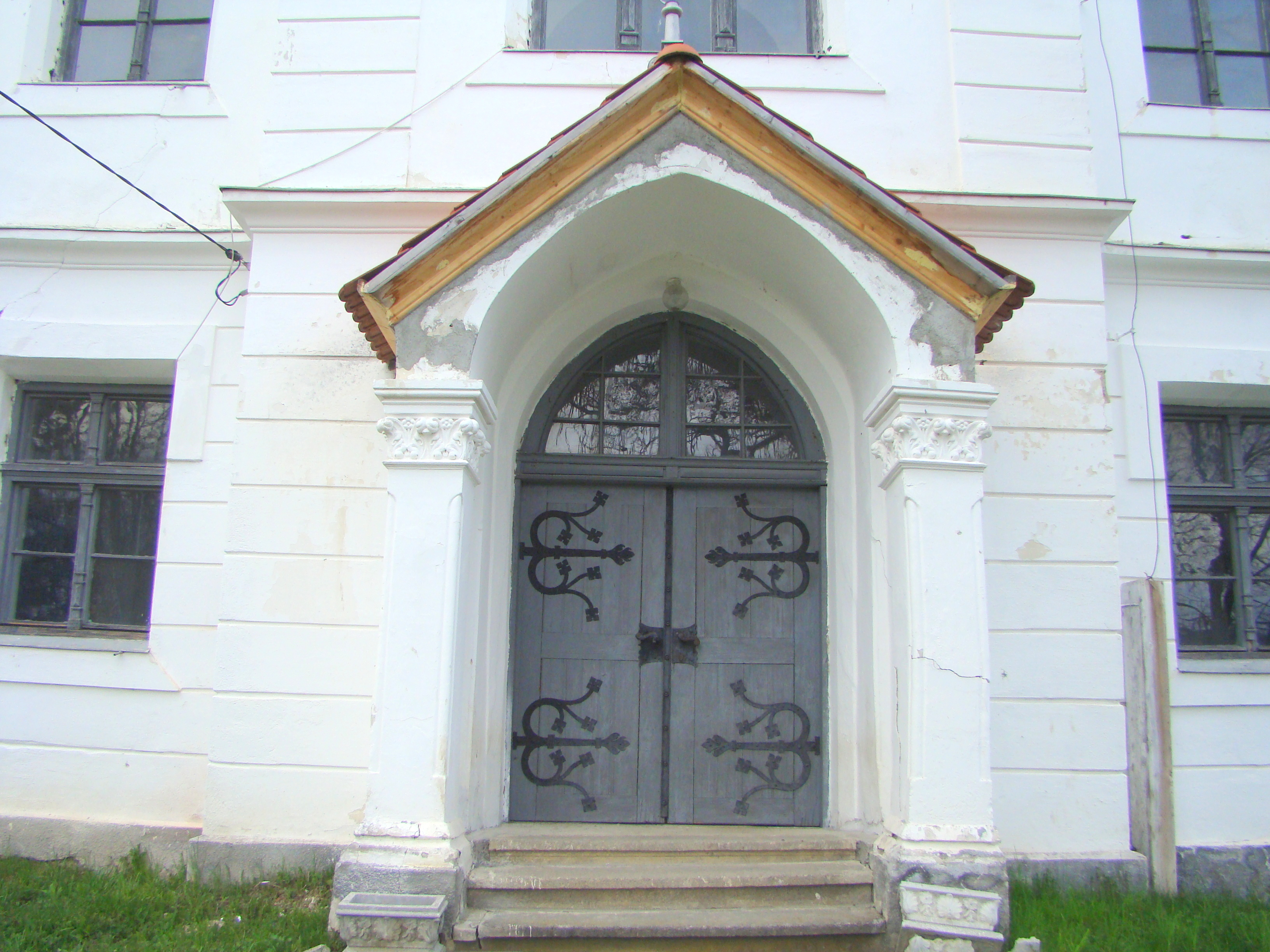
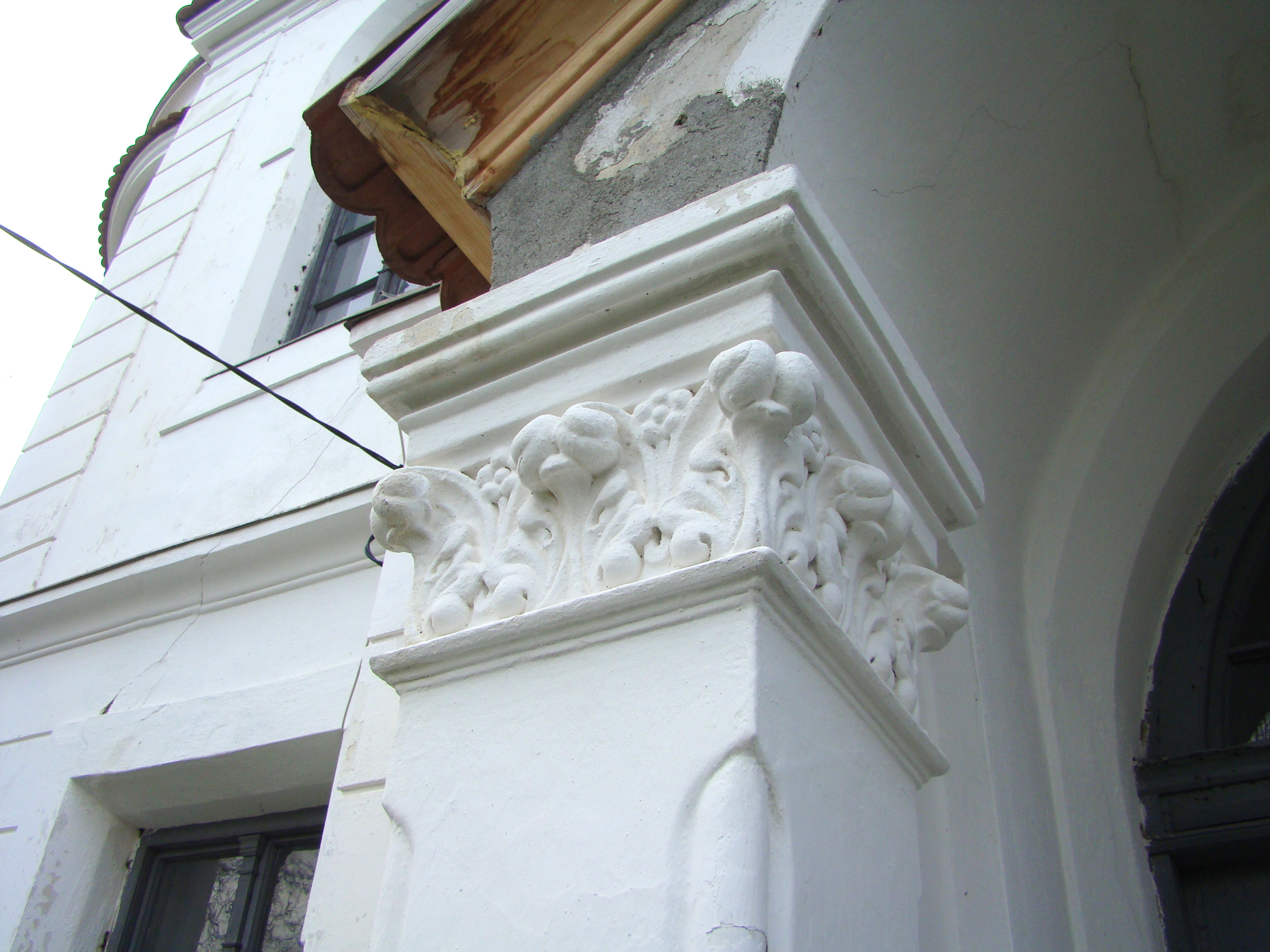
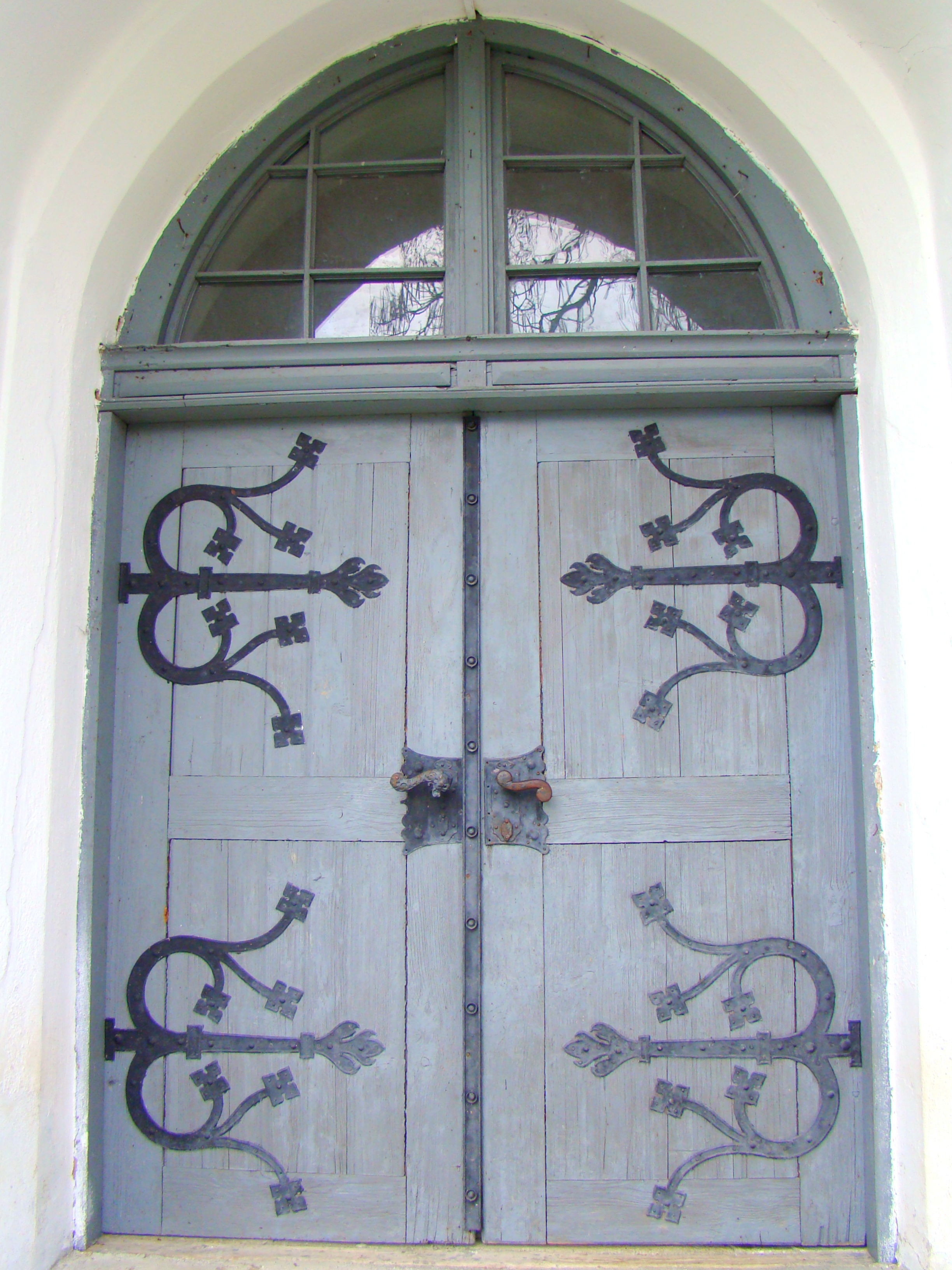
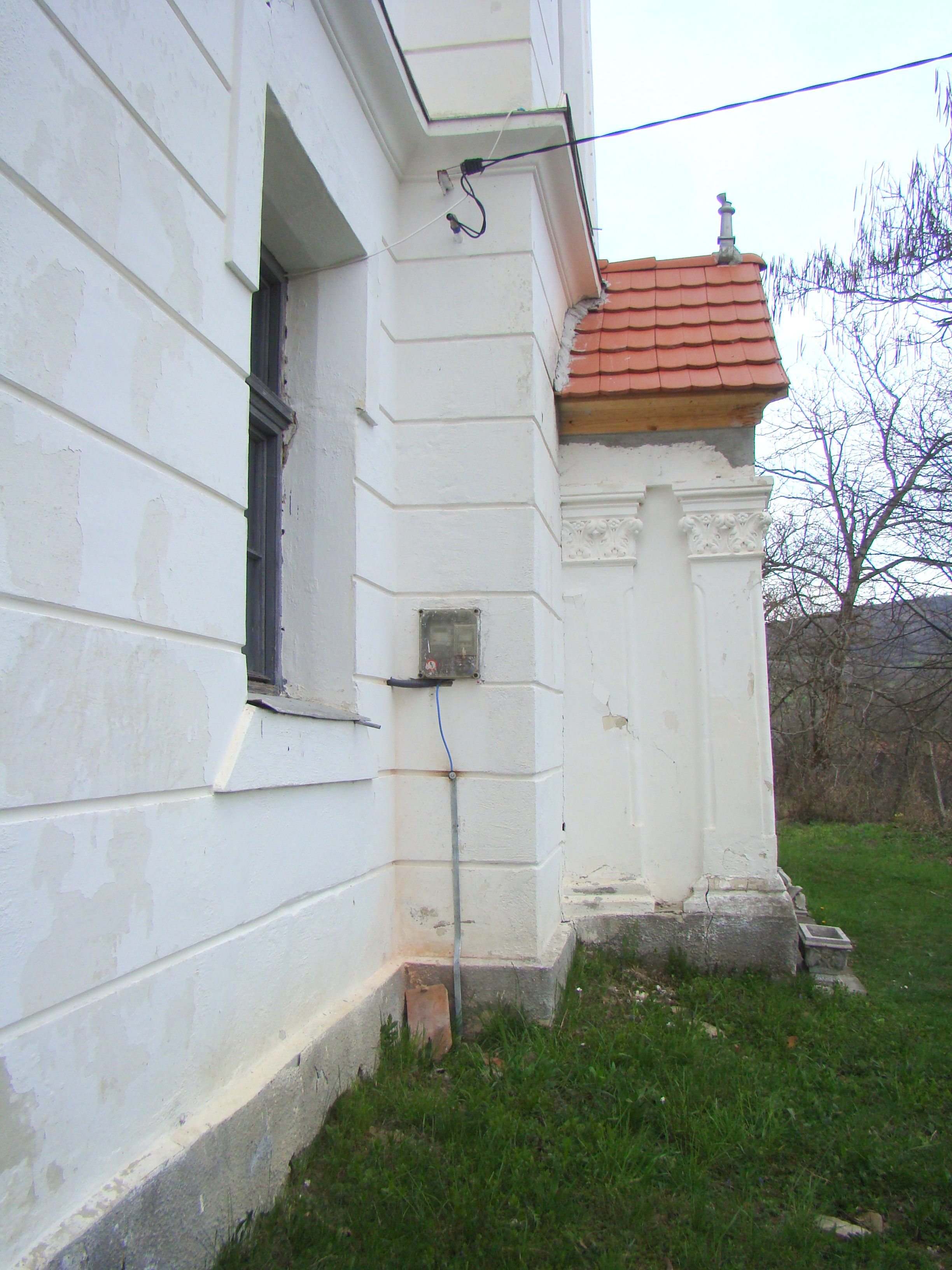
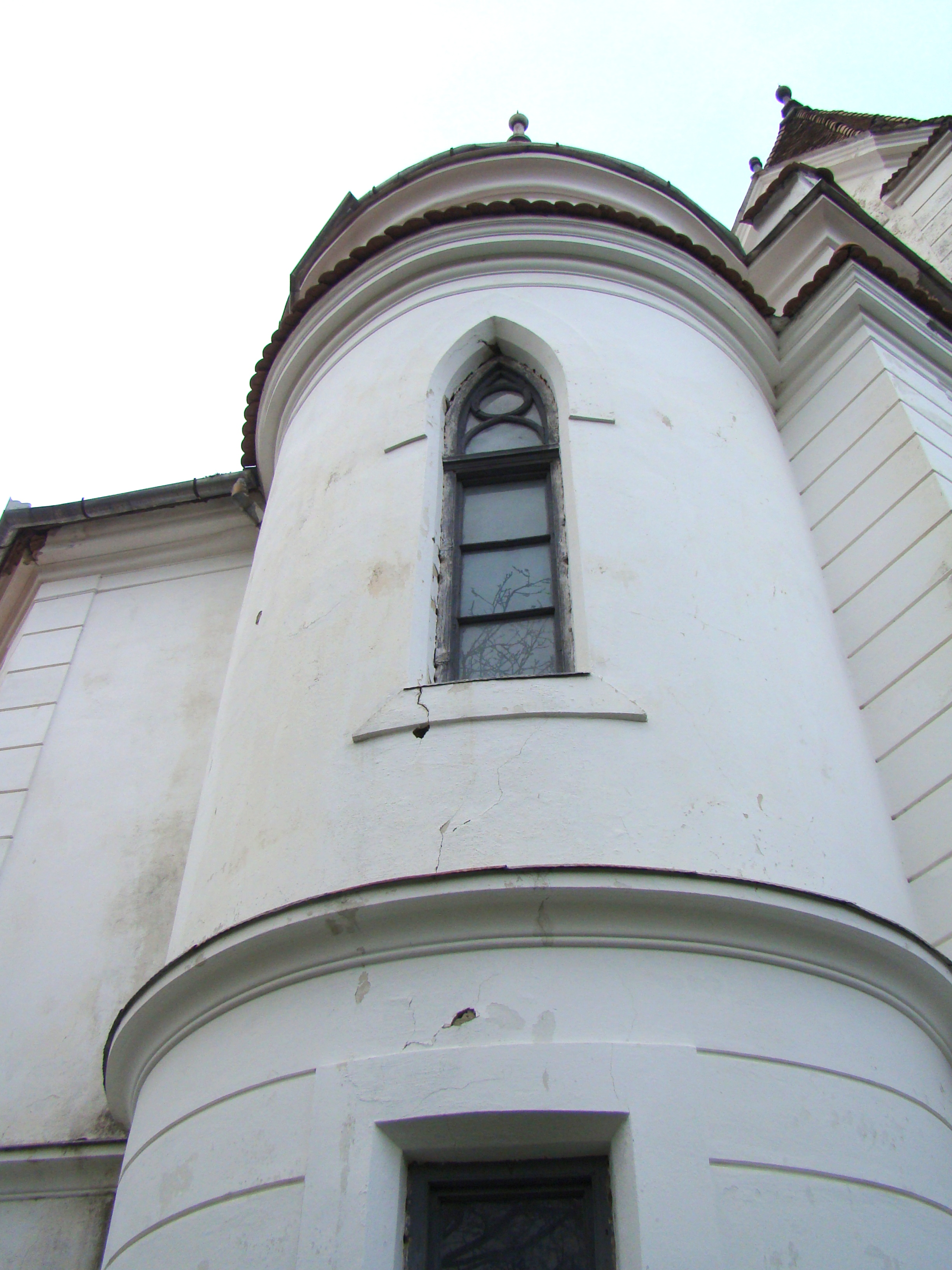
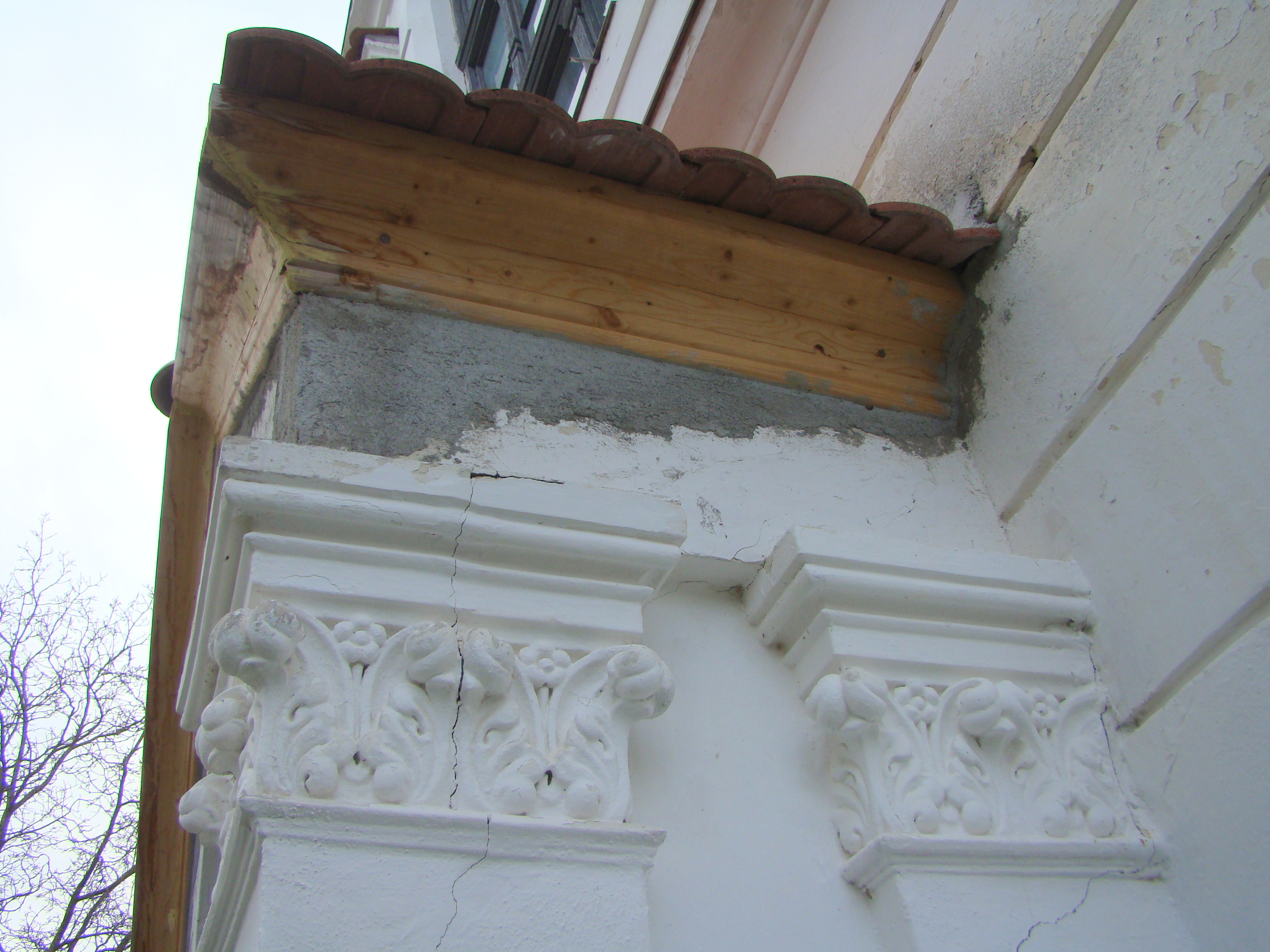
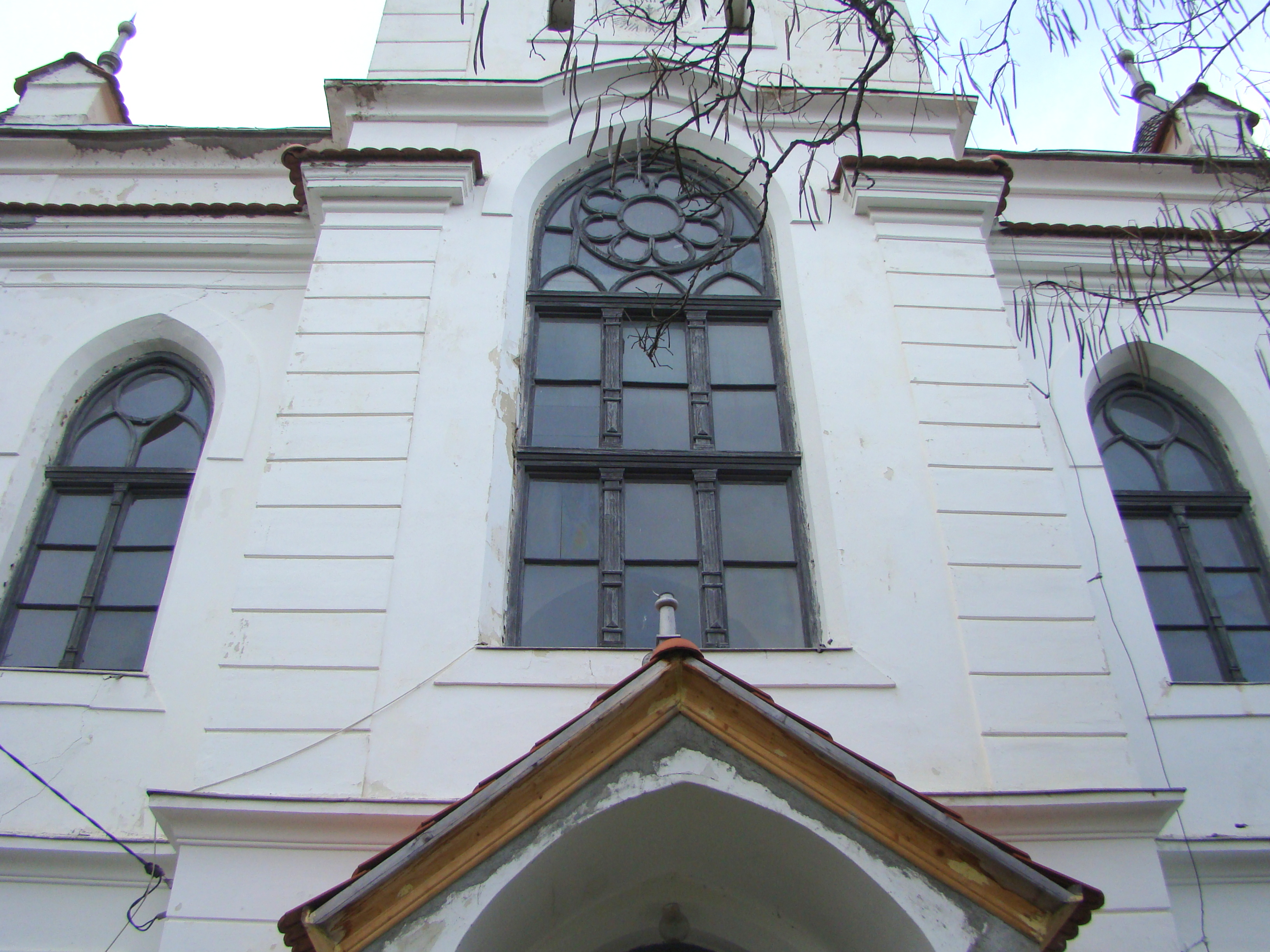
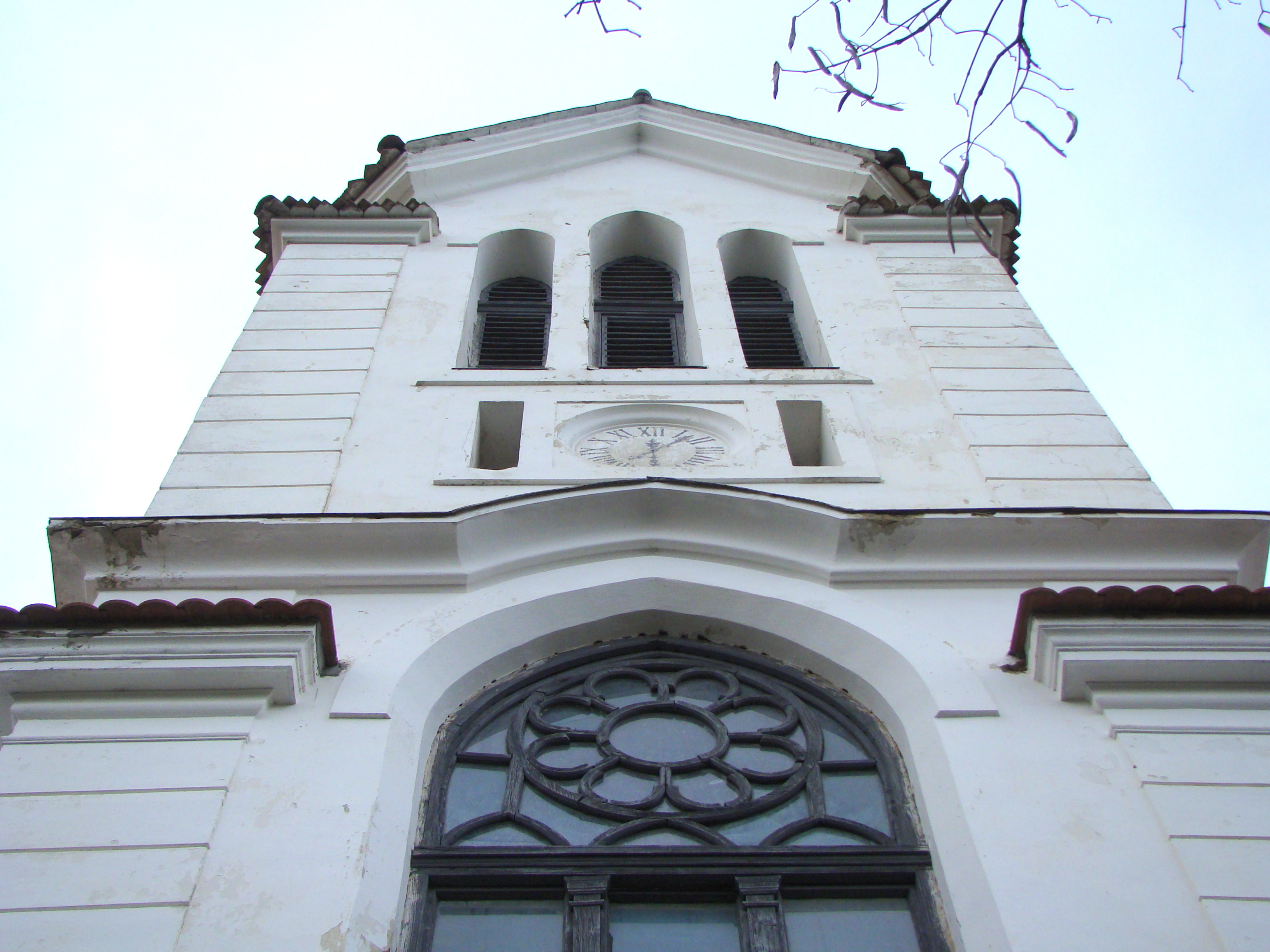
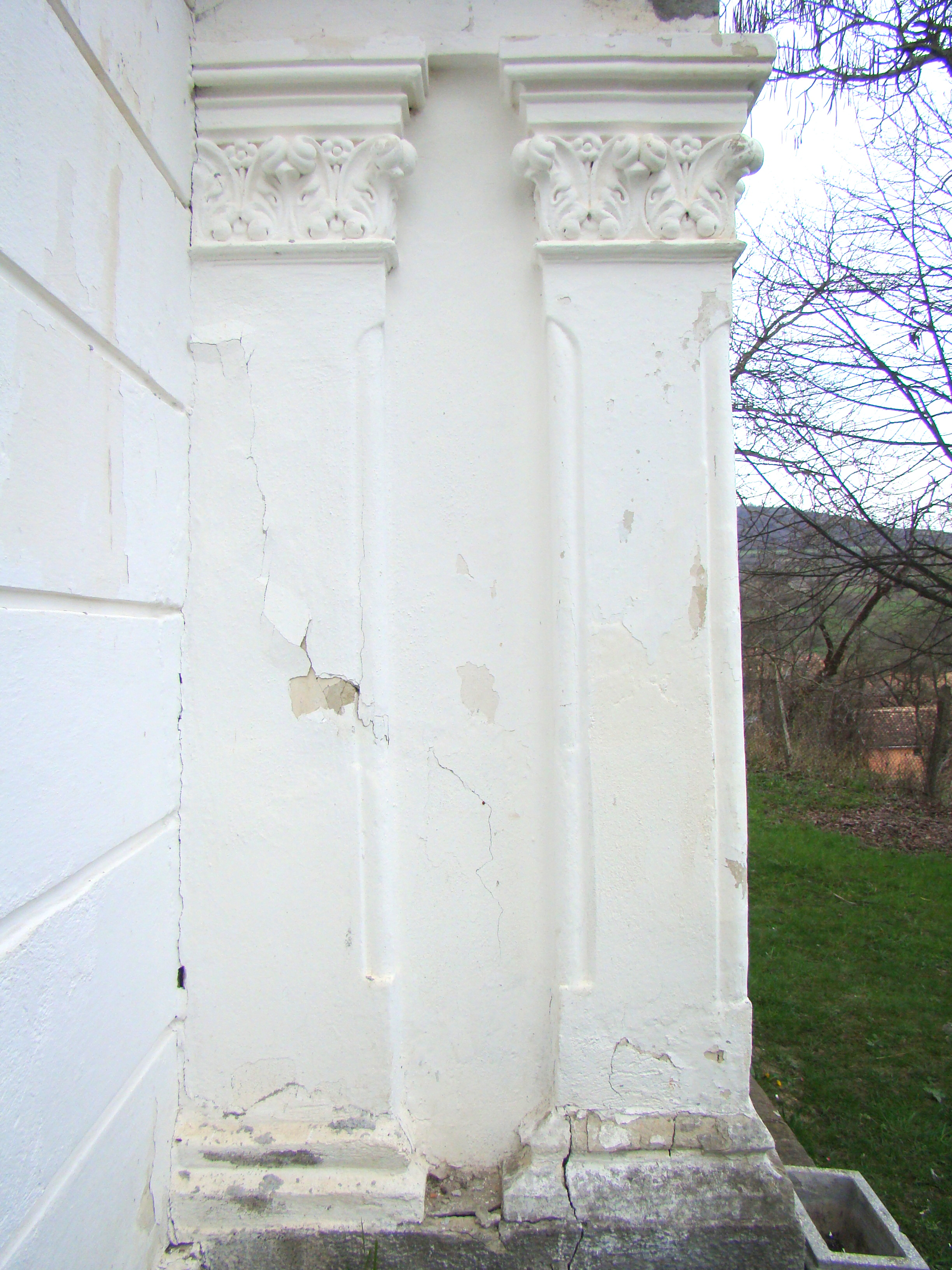
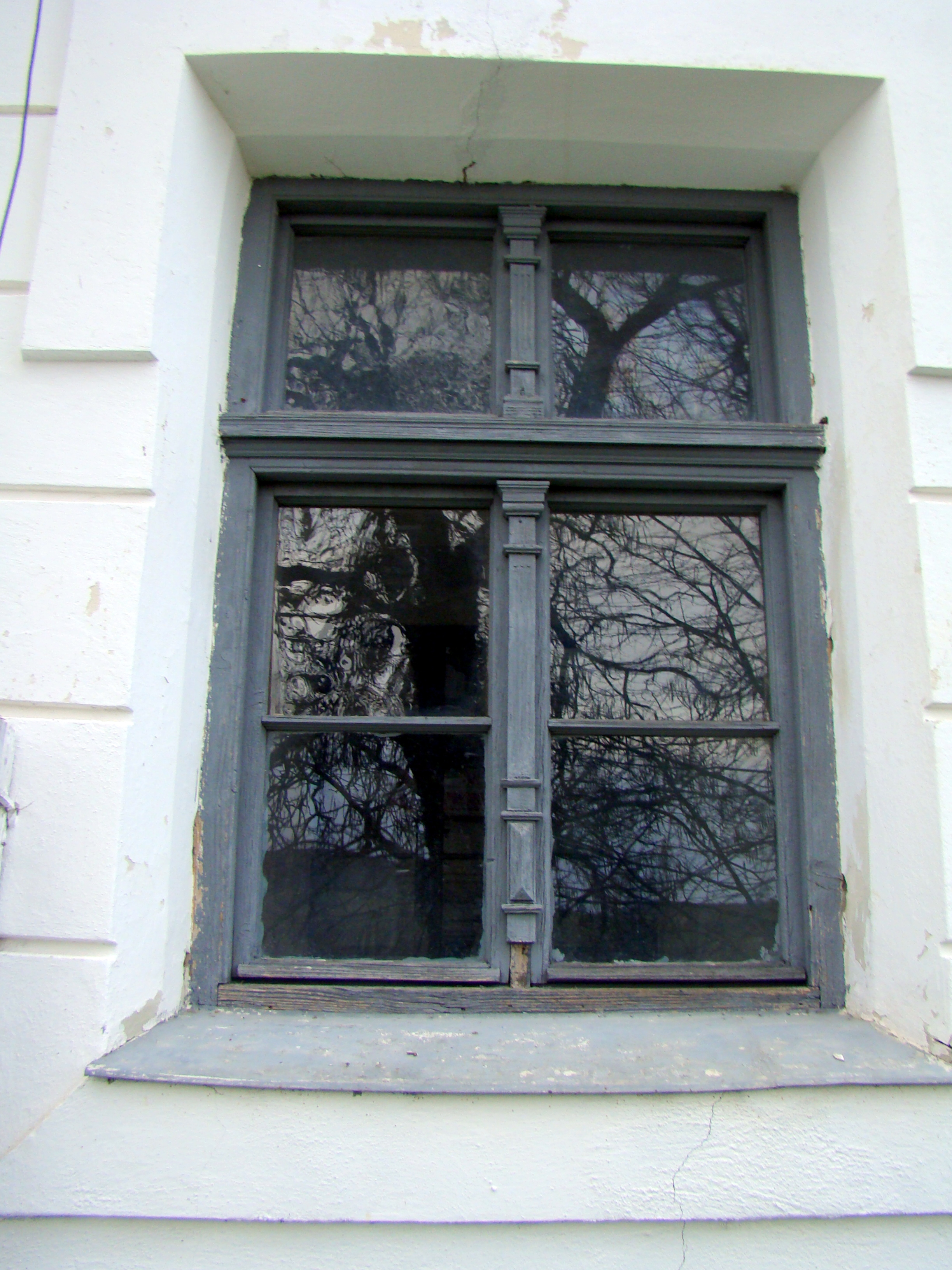
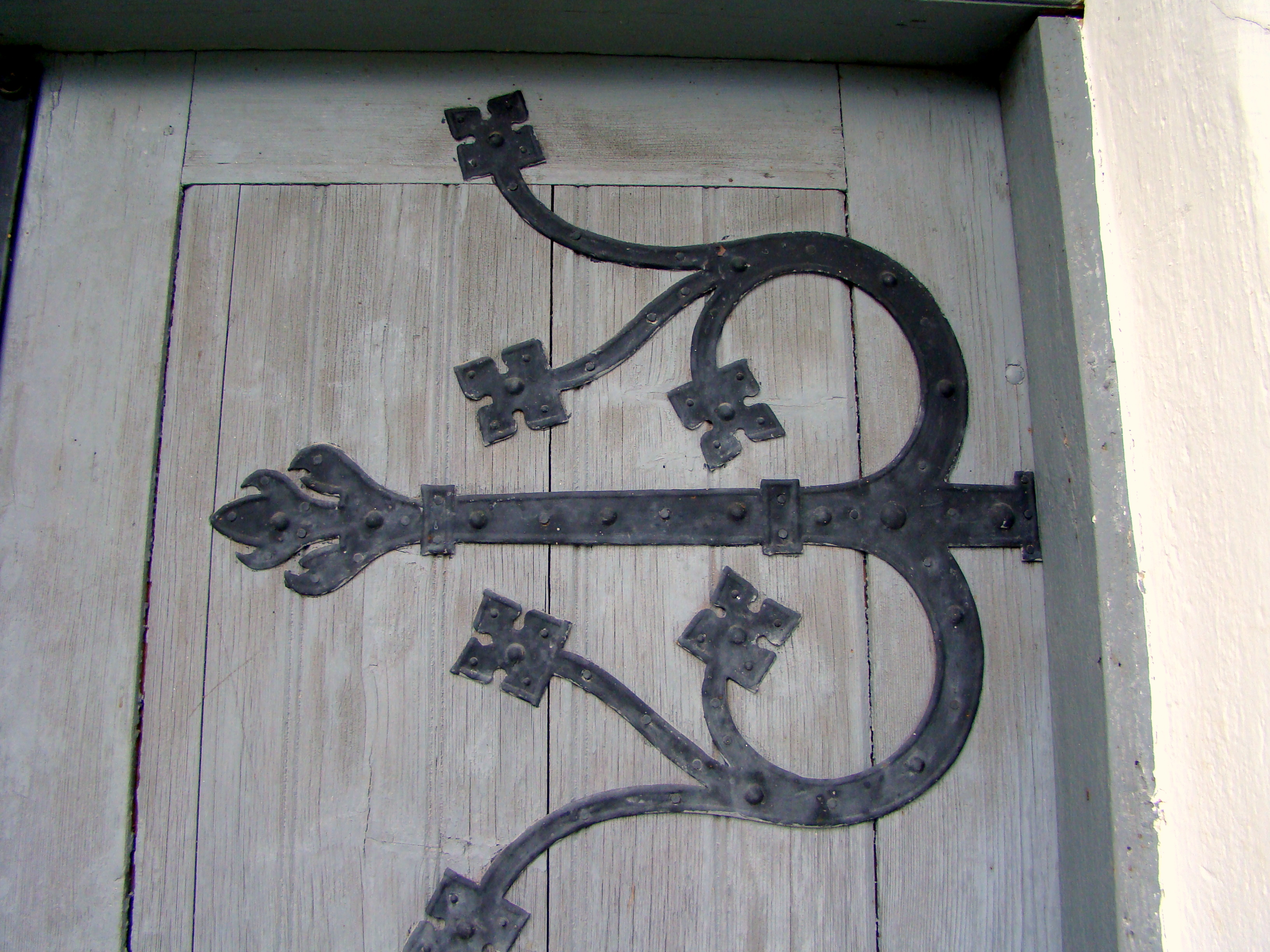
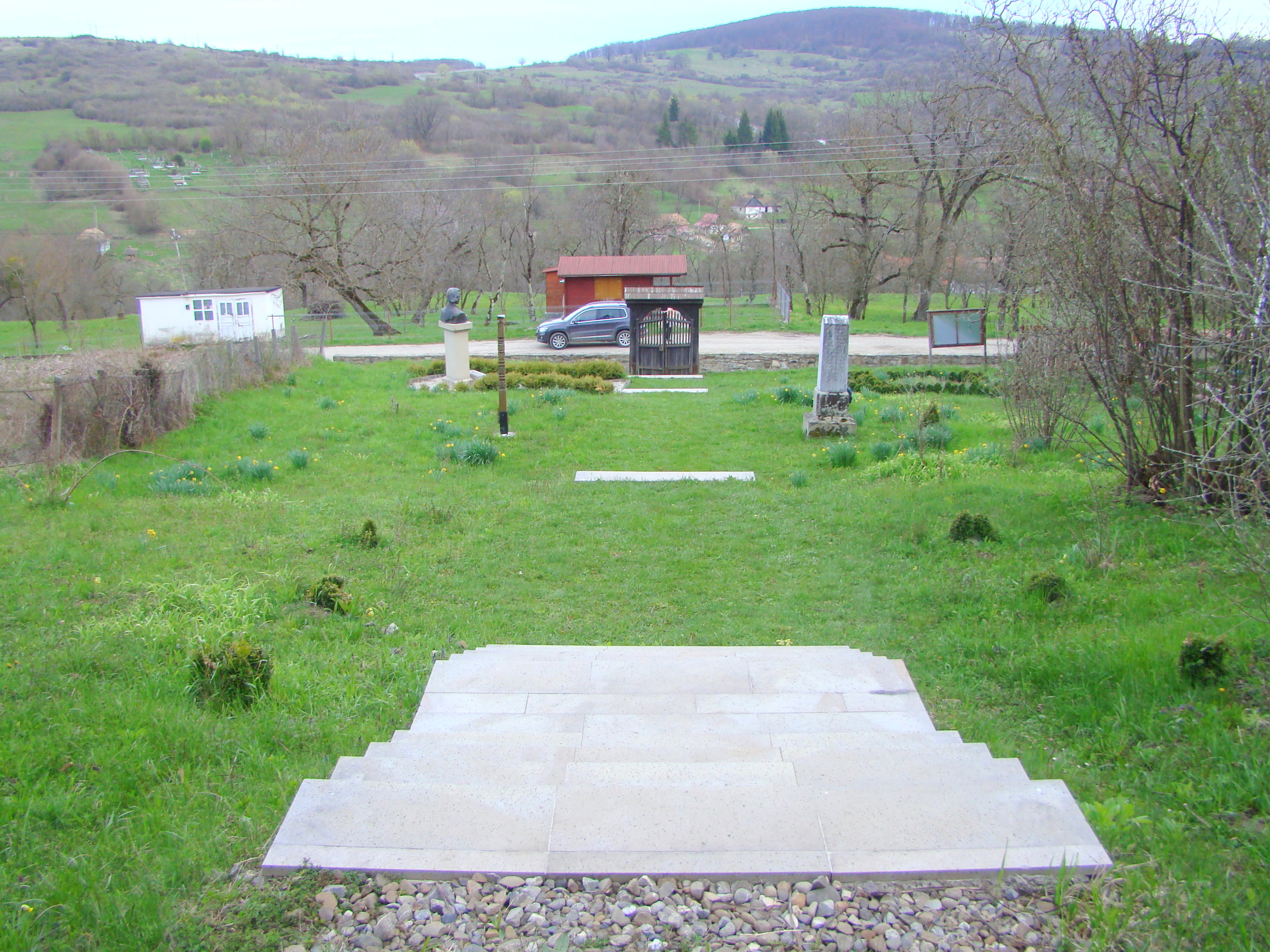
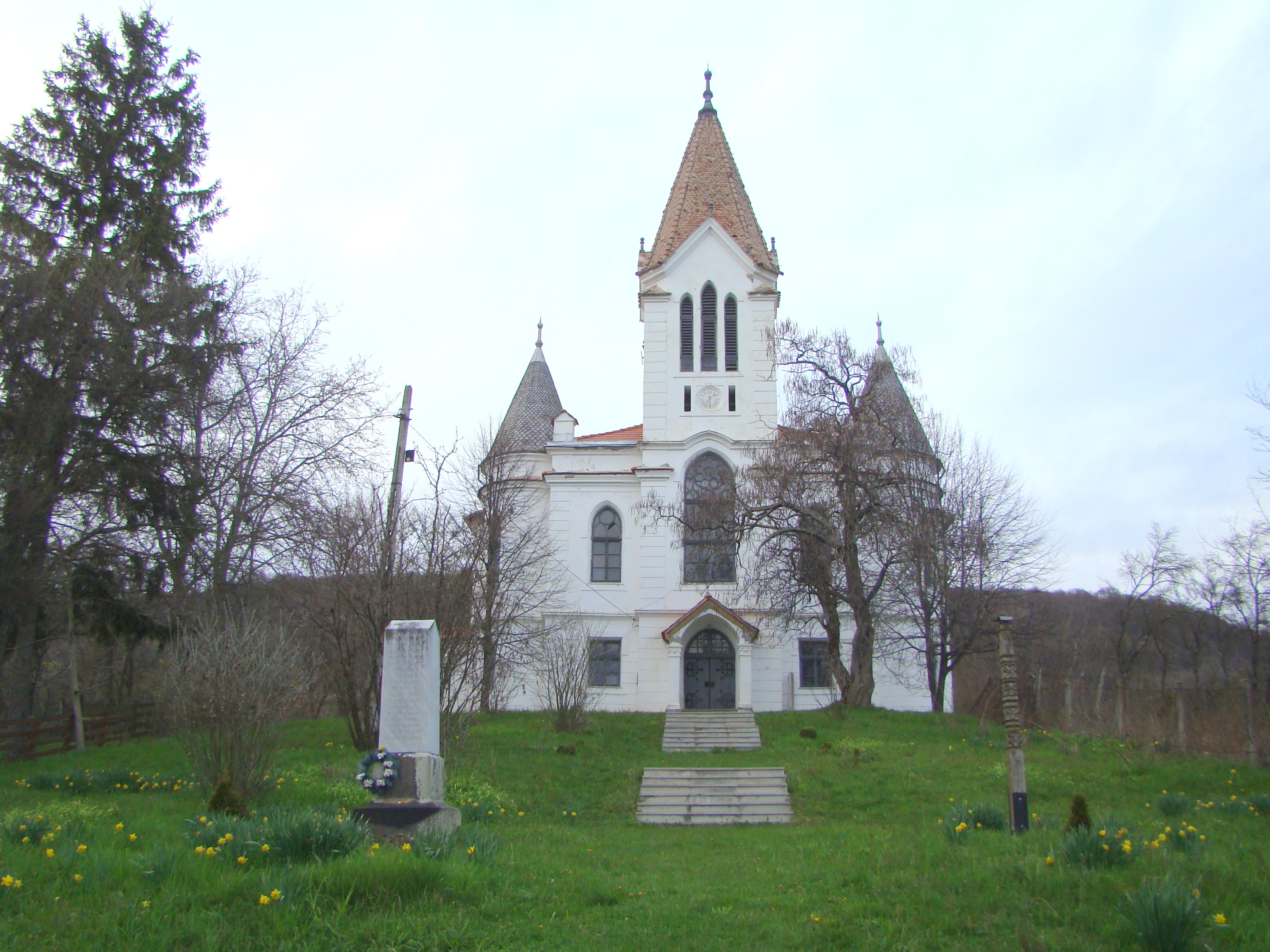
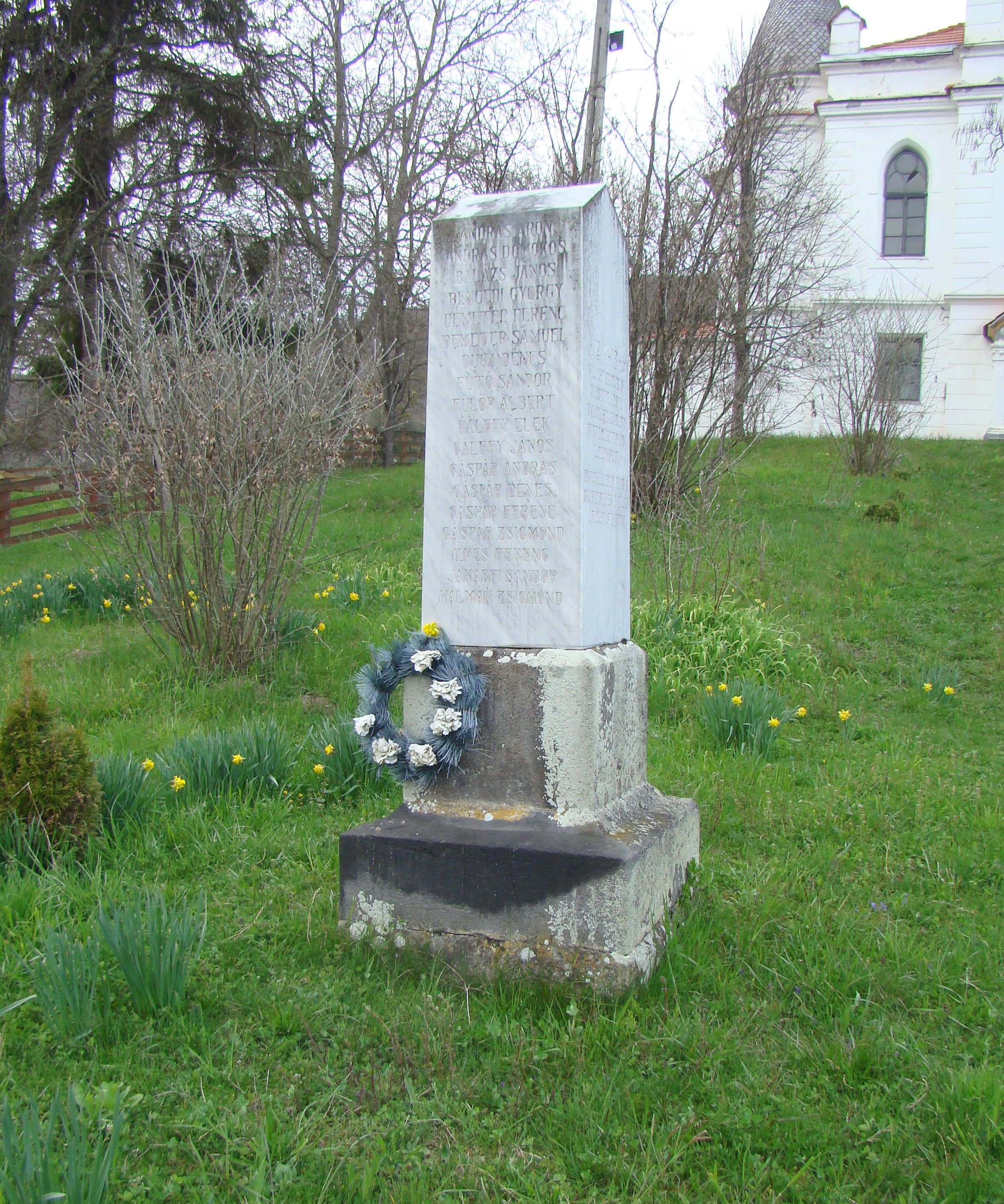
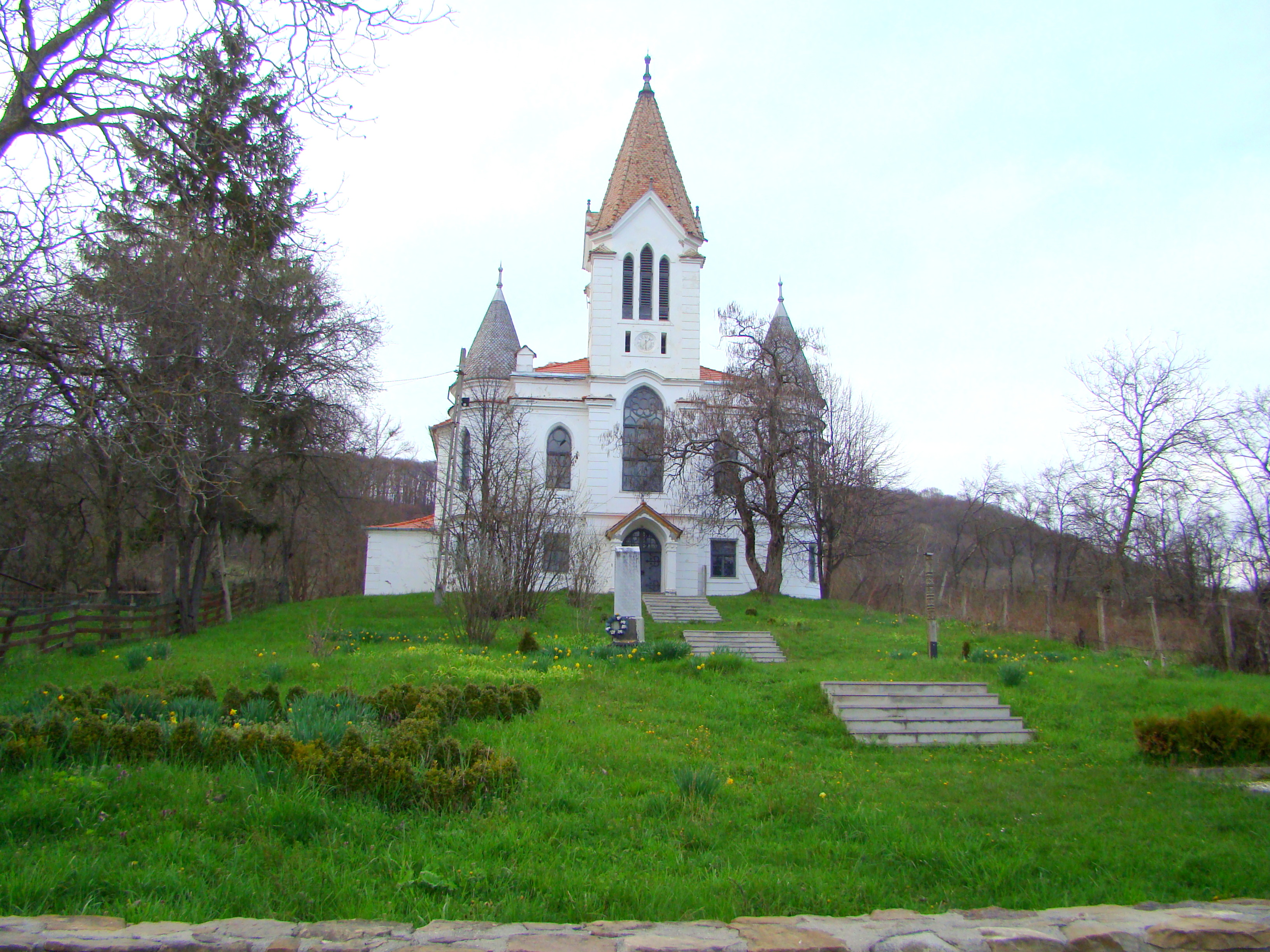

## Vezi și
- Firtănuș, Harghita